# Wettenberg
Wettenberg település Németországban, Hessen tartományban. Lakosainak száma 12 841 fő (2023. december 31.).

## Népesség
A település népességének változása:
| Lakosok száma | 12 411 | 12 541 | 12 639 | 12 828 | 12 841 |
|               | 2017   | 2019   | 2021   | 2022   | 2023   |

## Testvértelepülések
- Zsámbék (Magyarország)

A két település partnerkapcsolata a kitelepített zsámbéki német nemzetiségi lakosok és az itthon maradt rokonok, ismerősök személyes, 1985-től rendszeressé váló kapcsolatfelvételeiből érett hivatalos szintű testvértelepülési kapcsolattá.
- Tök (Magyarország)

A Zsámbékkal szomszédos község 1991 óta tart hivatalos partnerkapcsolatot Wettenberggel.
- Sorgues (Franciaország)
- Grigny (Franciaország)